# Elis Ullman
Lechard Elis Ullman, född 8 april 1890 i Varberg, död 19 mars 1968 i Smøl ved Broager, var en svensk-dansk präst, tecknare och målare.
Ullman var son till kyrkoherden Magnus Ullman och Harriet Magdalena Hegardt samt gift första gången 1916–1927 med Gerda Thomæus och andra gången från 1930 med Ellen Birkkjær. Han var halvbror till Sigfrid Ullman och brorson till Uddo Lechard Ullman.
Han blev student vid Uppsala universitet 1908 och teol. kand. samt prästvigd 1913. Han arbetade därefter som pastorsadjunkt i Kungsholms församling i Stockholm innan han blev biträdande pastor vid diakonissanstalten i Ersta 1916. Han blev komminister i Tisselskog i Värmland 1918–1932. Han flyttade därefter till Danmark där han var verksam som konstnär efter att han studerat konst för Einar Nielsen och Aksel Jørgensen vid Det Kongelige Danske Kunstakademi i Köpenhamn.
Separat ställde han bland annat ut Galleri Clausen i Sønderborg 1958 och han medverkade i samlingsutställningar i Köpenhamn och Grønningen. Vid en utställning på Konstens Hus i Varberg 1992 visades han konst tillsammans med verk av Gustaf Ullman, Sigfrid Ullman och Nanna Ullman. Tillsammans med Poul Sørensen gav han ut boken De Almægtige där Ullman svarade för illustrationerna och  Sørensen för de satiriska texterna riktade mot den danska regeringen. Hans konst består av karikatyrer i form av teckningar samt porträtt utförda i akvarell eller gouache. 